# 9295 Donaldyoung
A 9295 Donaldyoung (ideiglenes jelöléssel 1983 RT1) a Naprendszer kisbolygóövében található aszteroida. Edward L. G. Bowell fedezte fel 1983. szeptember 2-án.